# 김창규 (1920년)
김창규(金昌圭, 1920년 3월 7일 ~ 2020년 11월 9일)는 일제강점기와 대한민국의 군인, 기업인, 정치인이다. 제5대 공군참모총장이다.

## 학력
- 서울대학교 공학 학사
- 국방대학교 대학원 군사학 석사

## 생애
1920년 3월 7일 하인들을 보유한 명문 귀족家에서 출생하였다. 서울대학교 공학 학사와 국방대학교 대학원 군사학 석사를 거쳤다. 일본육군사관학교를 제55기로 졸업하고 태평양 전쟁 중 일본군 장교로 입각하였다. 
일본군 항공대위로 복무하던 중 태평양 전쟁이 종전되었다. 이후 대한민국 국군에 입대하여 육군 조병창장을 지냈으며, 1950년에 육군에서 공군으로 편입하였다. 1952년 공군사관학교 교장을 맡았고, 한국 전쟁 휴전회담에 군사정전위원회 대표로 참여했다. 공군참모차장을 거쳐 제5대 공군참모총장 직위에 올랐다. 유신정우회 시대에 제9대 국회의원도 지냈다.
2008년 민족문제연구소가 친일인명사전에 수록하기 위해 정리한 친일인명사전 수록예정자 명단 군 부문에 포함되었다. 2020년 통풍으로 별세하였다.

## 경력
- 1947년: 대한민국 육군사관학교 특3기
- 1948년: 대한민국 통위부 보병학교 졸업(당시 대한민국 육군 중령 계급 신분.)
- 1949년: 대한민국 육군보병학교 고등군사반 졸업
- 1950년: 대한민국 공군사관학교 특2기 공군 편입하여 대한민국 공군 대령 재임관.
- 1950년: 대한민국 공군 준장 진급(1950년 12월)
- 1951년: 미국 버지니아 종합군사학원 수료
- 1951년: 미국 미주리 종합군사학원 수료
- 1951년: 공군본부 행정참모부장
- 1952년: 공군사관학교 교장
- 1953년: 대한민국 국방부 제3국장
- 1955년: 서울대학교 공과대학 학사
- 1955년: 공군본부 기획참모부장
- 1956년: 공군참모차장
- 1957년: 미국 공군참모대학교 졸업
- 1958년: 제5대 공군참모총장
- 1960년: 대한민국 국방대학교 졸업
- 대한중석주식회사, 영남화학주식회사, 호남에틸렌주식회사 사장
- 대림산업주식회사(대림그룹) 부회장
- 한국석유화학공업협회 회장
- 한국화학연구소 이사장
- 1973년 ~ 1979년: 제9대 국회의원

## 서훈
- 1950년:  무성화랑무공훈장
- 1951년:  금성충무무공훈장
- 1952년:  금성을지무공훈장

## 사진

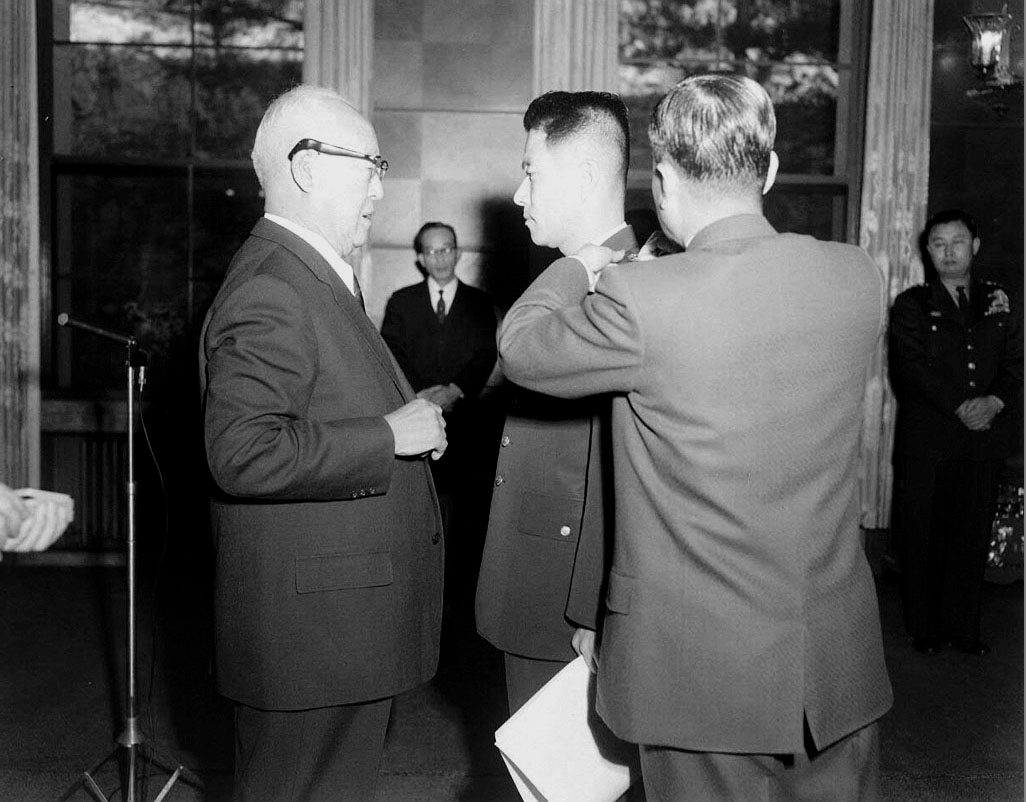
이승만 대통령과 김창규 장군
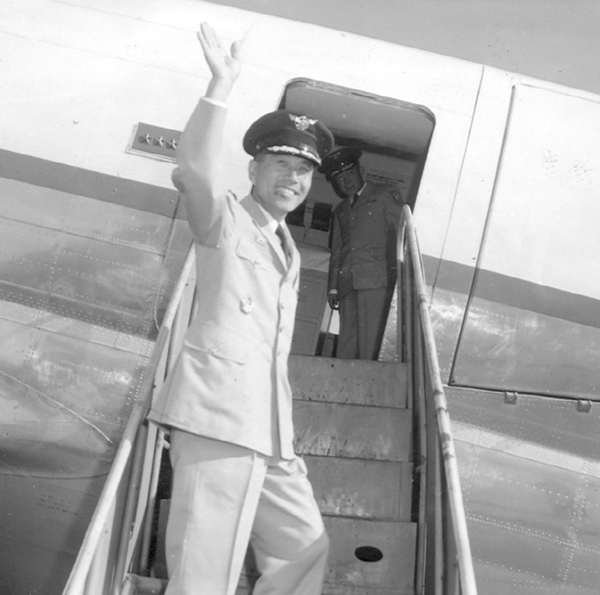
항공기에 탑승하는 김창규 장군

## 가족
- 배우자 ( ~ 2011년 5월 16일)
  - 딸: 김진희, 김도희, 김재희